# Kanton Hennef
Der Kanton Hennef (franz.: Canton de Hennef) war einer von sechs Verwaltungseinheiten, in die sich das Arrondissement Mülheim am Rhein im Departement des Rheins gliederte. Der Kanton bestand von 1808 bis 1816 und war Teil des Großherzogtums Berg (1808–1813) unter französischer Verwaltung und des Generalgouvernements Berg (1813–1815) unter preußischer Verwaltung.

## Geschichte
Bis zum Beginn des 19. Jahrhunderts gehörte der Verwaltungsbezirk des Kantons Hennef landesherrlich zum Herzogtum Berg. 1806 ging das Gebiet im Zusammenhang mit der Bildung des Rheinbundes im Großherzogtum Berg auf. Am 14. November 1808 ordnete Napoléon Bonaparte, damaliger Großherzog von Berg, eine territoriale Neuordnung an, mit der es zur Bildung von Departements, Arrondissements und Kantonen kam. Nach dem 18. Dezember 1808 folgte mit der „Provinzial- und Gemeinde-Verwaltungsordnung für das Großherzogtum Berg“ die Bildung von Mairien (Bürgermeistereien). Am 16. Juni 1810 wurden Kantons-Versammlungen eingerichtet, in die die Munizipalräte der Mairies Vertreter entsendeten.
Nach dem Übergang des Großherzogtums in das Generalgouvernement Berg im November 1813 wurden die Departements und Arrondissements aufgelöst, die Kantone und damit auch der Kanton Hennef blieben bestehen. Sein Verwaltungsgebiet kam 1815 mit den Beschlüssen des Wiener Kongresses zum Königreich Preußen und wurde 1816 Bestandteil des Kreises Siegburg (ab 1825 „Siegkreis“) und des Kreises Uckerath.

## Verwaltungsgliederung
Der Kanton Hennef gliederte sich in fünf Mairien: die Mairie Uckerath, die Mairie Lauthausen, die Mairie Neunkirchen, die Mairie Hennef und die Mairie Oberpleis. Diese traten an die Stelle von 31 vormals eigenständigen Gemeinden (vor 1807 Honschaften oder Kirchspiele), die anschließend als Ortsbezirke oder unselbständige Gemeinden weiterbestanden. Im Jahr 1808 lebten im Kanton insgesamt 13.757 Einwohner.
Zugehörende Gemeinden
Nach einer Beschreibung des Departements Rhein vom November 1808 wurde der Kanton aus dem Gebiet folgender 31 Gemeinden gebildet:
| - Adscheid - Altenbödingen - Berghausen - Birlinghoven - Blankenberg - Braschoß - Bülgenauel - Eigen - Eischeid - Geistingen - Happerschoß | - Hasenpohl - Hennef - Herkenrath - Kurscheid - Lauthausen - Lichtenberg - Neunkirchen - Oberhau - Oberpleis - Oelinghoven - Rauschendorf | - Söntgerath - Söven - Stieldorf - Striefen - Uckerath - Vinxel - Wahlfeld - Wellesberg - Wolperath |